# Pajari
Pajari is een plaats in de gemeente Sveti Lovreč in de Kroatische provincie Istrië. De plaats telt 8 inwoners (2001).